# Londres-Holyhead
Londres-Holyhead est une course cycliste Britannique, de 430 kilomètres environ, organisée de 1951 à 1978 entre la capitale du Royaume Uni en Angleterre et Holyhead dans le nord du Pays de Galles. 

## Palmarès
| Année | Vainqueur       | Deuxième       | Troisième      |
| ----- | --------------- | -------------- | -------------- |
| 1951  | Les Scales      | Geoff Clark    | Fred Nicholls  |
| 1961  | Albert Hitchen  | Peter Ryalls   | George O'Brien |
| 1962  | Dennis Tarr     | Albert Hitchen | Doug Collins   |
| 1963  | Alan Jacob      | Dave Bedwell   | John Perks     |
| 1964  | Albert Hitchen  | Bill Holmes    | Tony Mills     |
| 1965  | Tom Simpson     | Seamus Elliott | Albert Hitchen |
| 1970  | Sid Barras      | Brian Jolly    | Dave Mitchell  |
| 1977  | Sid Barras      | Keith Lambert  | Phil Corley    |
| 1978  | Eddy Vanhaerens | Keith Lambert  | Phil Corley    |

## Liens interne et externe
- Liste des anciennes courses cyclistes
- Londres-Holyhead sur firstcycling.com